# Relazioni bilaterali tra Giappone e Regno Unito
Le relazioni bilaterali tra il Giappone e il Regno Unito sono iniziate formalmente nel 1854, ma già nel 1600 l'opera diplomatica del navigatore inglese William Adams si rivelò decisiva per l'avvio dei primi accordi commerciali tra i due paesi. Prima di lui, nel XVI secolo, due giovani avventurieri giapponesi noti con i nomi cristiani di Christopher e Cosmas parteciparono ad alcune delle spedizioni dell'esploratore Thomas Cavendish. Con l'inizio del periodo di sakoku (1639-1853) le relazioni tra i due paesi si interruppero, ma la firma sul trattato di amicizia del 1854 permise di ristabilire i legami i quali, nonostante un'altra pausa durante la seconda guerra mondiale, rimangono tuttora molto forti.
Nel corso degli anni studiosi e media hanno fatto spesso ricorso all'espressione "Gran Bretagna d'oriente" per riferirsi al Giappone, a causa di alcune affinità storico-culturali, come l'adozione della monarchia parlamentare, l'essere una nazione insulare e un'enfasi nel modo di comportarsi rivolta all'autodisciplina personale, all'autocontrollo, alla modestia, alla riservatezza e alla correttezza nell'ambito delle relazioni sociali.

## Storia

### Primi contatti

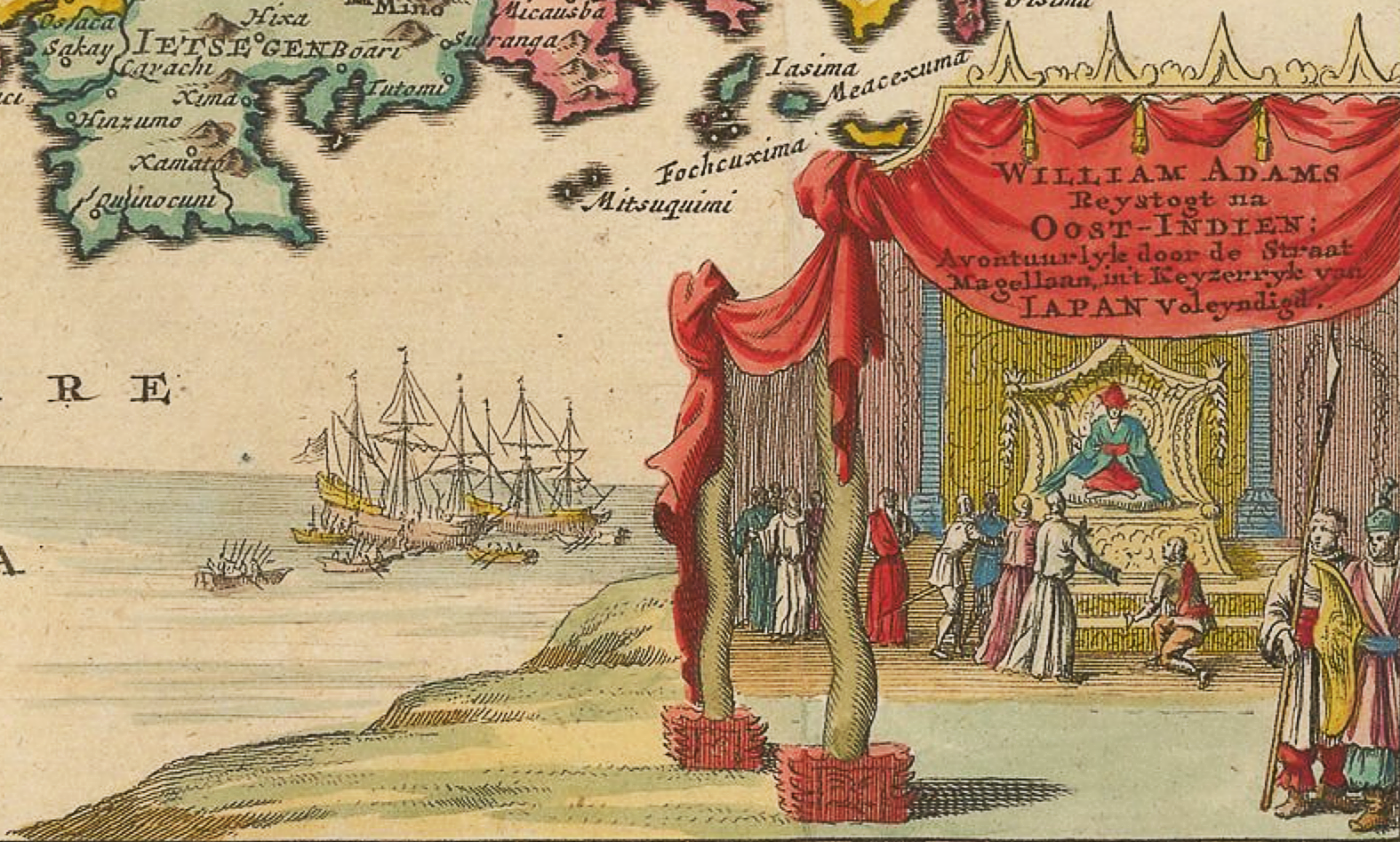
L'incontro tra William Adams e Tokugawa Ieyasu in una rappresentazione del 1707

Benché le relazioni tra Giappone e Regno Unito siano iniziate formalmente con la firma del trattato di amicizia anglo-giapponese nel 1854, i primi contatti tra i due paesi risalgono almeno al XVI secolo, quando il galeone spagnolo su cui viaggiavano due giovani avventurieri giapponesi, noti con i nomi cristiani di Christopher e Cosmas, fu sequestrato dall'esploratore inglese Thomas Cavendish. Con lui si diressero fino in Inghilterra, prima di partecipare alla sua ultima spedizione nell'Atlantico meridionale.
All'inizio del XVII secolo, il primo britannico a raggiungere il Giappone fu il navigatore inglese William Adams, che sbarcò sulle rive della regione di Kyūshū al timone della nave olandese Liedfe, approdando dopo un viaggio rocambolesco nella città di Usuki, nella moderna prefettura di Ōita. Adams si guadagnò immediatamente la fiducia e la stima di Tokugawa Ieyasu, allora daimyō di Edo (la moderna Tokyo) e futuro shōgun del Giappone, diventando suo consigliere per gli affari esteri e prendendo il nome di Miura Anjin, il "timoniere di Miura". L'opera di mediazione di Adams si rivelò decisiva per l'instaurazione delle basi delle prime relazioni tra Giappone e Paesi Bassi, e spianò la strada agli inglesi i quali poterono così stabilirsi nella città di Hirado e stringere importanti accordi commerciali con i giapponesi a partire dal 1613, anno in cui il capitano John Saris sbarcò nel Paese del Sol Levante a bordo della Clove per conto della Compagnia britannica delle Indie orientali (EIC).
Superate alcune incomprensioni personali con lo stesso Adams, Saris fece giungere a Ieyasu una lettera di Giacomo I d'Inghilterra nella quale il sovrano britannico auspicava l'avvio di rapporti commerciali con i giapponesi:
(Giacomo I d'Inghilterra, settembre 1613)

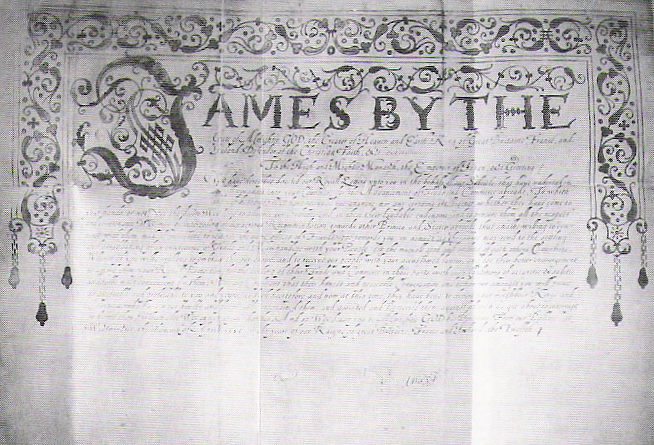
La lettera di Re Giacomo inviata a Ieyasu nel 1613

A causa della natura alquanto generica della missiva, Saris vi allegò una petizione più particolareggiata, nella quale si dichiarava:
(John Saris)
Così come era successo agli olandesi con la Compagnia olandese delle Indie orientali (VOC) alcuni anni prima, anche l'EIC ricevette l'autorizzazione da parte di Ieyasu a svolgere traffici ufficiali in terra nipponica:
(Tokugawa Ieyasu, 12 ottobre 1613)

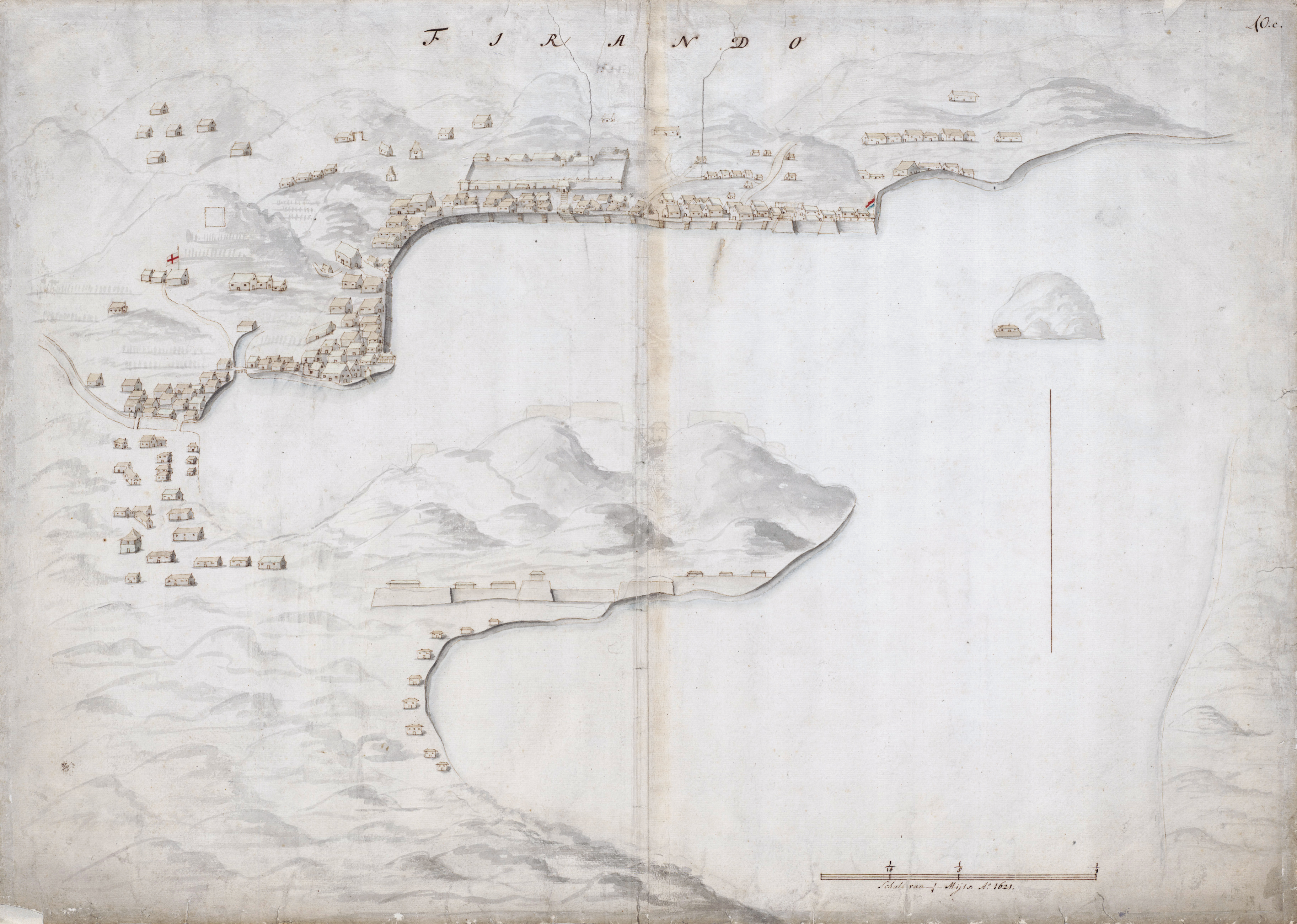
La mappa topografica della baia di Hirado nel 1621. A sinistra, si noti la bandiera bianca con la croce rossa (probabilmente la croce di San Giorgio) stante a indicare l'avamposto commerciale inglese

Tuttavia, a differenza di olandesi e portoghesi, gli affari dei mercanti inglesi con i giapponesi non andarono come i primi si sarebbero aspettati, e l'obiettivo della Compagnia britannica di conquistare il mercato nipponico si rivelò un fallimento. Ciò fu dovuto principalmente ad alcuni errori di valutazione da parte di Saris e Richard Cocks, il quale aveva sostituito il primo al comando dell'avamposto commerciale di Hirado. La scelta di avvalersi della collaborazione dei mercanti cinesi e di Li Dan, l'aver ignorato l'invito di Ieyasu ad aprire nuove rotte commerciali nell'Honshū continuando a sfruttare quelle già ampiamente battute dai più esperti mercanti portoghesi e olandesi, e la scelta infelice di alcune delle merci d'importazione a Hirado, furono tra i fattori che portarono alla bancarotta e alla chiusura dell'avamposto appena dieci anni dopo la sua istituzione, nel 1623.
In quel periodo la competizione tra inglesi e olandesi si fece sempre più aspra, fino a culminare con il cosiddetto massacro di Amboina, in cui nove inglesi, dieci giapponesi e un portoghese furono giustiziati con l'accusa di aver ordito un complotto ai danni del governatore della VOC Herman van Speult. Dopo l'incidente gli inglesi abbandonarono l'arcipelago, rompendo di fatto qualsiasi rapporto con il Giappone. Qualche anno più tardi, nel 1639, il paese asiatico adottò la politica isolazionista e autarchica nota come sakoku, durante la quale gli olandesi furono il solo popolo occidentale cui fu permesso di commerciare con i mercanti locali.

### Fine dell'isolamento del Giappone e inizio dei rapporti ufficiali
Per tutta la durata del sakoku qualsiasi rapporto tra giapponesi e britannici fu interrotto. Nel 1673 la nave inglese Return attraccò nel porto di Nagasaki chiedendo la restaurazione degli accordi firmati sessant'anni prima. Le trattative si protrassero per alcuni giorni, ma alla fine lo shogunato decise di rifiutare la proposta ritenendo impossibile stringere rinnovati accordi con un paese il cui re, Carlo II, avesse sposato la causa cristiana prendendo in moglie Caterina di Braganza, di origini portoghesi. Questi ultimi erano stati infatti banditi dal paese con l'accusa di aver fomentato la ribellione dei cattolici durante la rivolta di Shimabara.
Passarono così circa due secoli, durante i quali gli inglesi costruirono un impero mentre il Giappone cercò di limitare il più possibile qualsiasi contatto con il mondo esterno. All'inizio del XIX secolo l'incidente che vide coinvolti la fregata HMS Phaeton della Royal Navy e un mercantile olandese nel porto di Nagasaki ebbe come conseguenza l'attuazione di misure più rigorose nella regolamentazione del traffico delle navi straniere in acque giapponesi, ma soprattutto convinse il governo a dare maggiore priorità allo studio dell'inglese, laddove gli interpreti furono invitati a concentrare i propri sforzi sull'apprendimento della lingua. Uno di questi, Motoki Shōzaemon, completò nel 1814 il primo dizionario inglese-giapponese della storia. Circa trent'anni dopo, nel 1848, sbarcò in Giappone Ranald MacDonald, il primo madrelingua inglese a insegnare la lingua in terra nipponica. Secondo alcune fonti egli arrivò nel Paese del Sol Levante ispirato dalle testimonianze e dai racconti di tre giovani marinai giapponesi, Otokichi, Kyukichi e Iwakichi, giunti nel Nord America Britannico dopo che la loro imbarcazione in avaria ebbe navigato per mesi alla deriva nel Pacifico. A causa delle restrizioni volute dalla politica del sakoku, MacDonald venne tenuto per circa un anno in stato di semi-prigionia a Nagasaki, dove comunque ebbe modo di istruire quattordici oranda-tsūji (オランダ通詞? "interpreti olandesi"). Tra questi figurava il samurai Moriyama Einosuke, uno degli interpreti del commodoro statunitense Matthew Perry che, quattro anni più tardi, porrà fine con le sue "navi nere" a circa duecento anni di autoisolamento del Giappone.

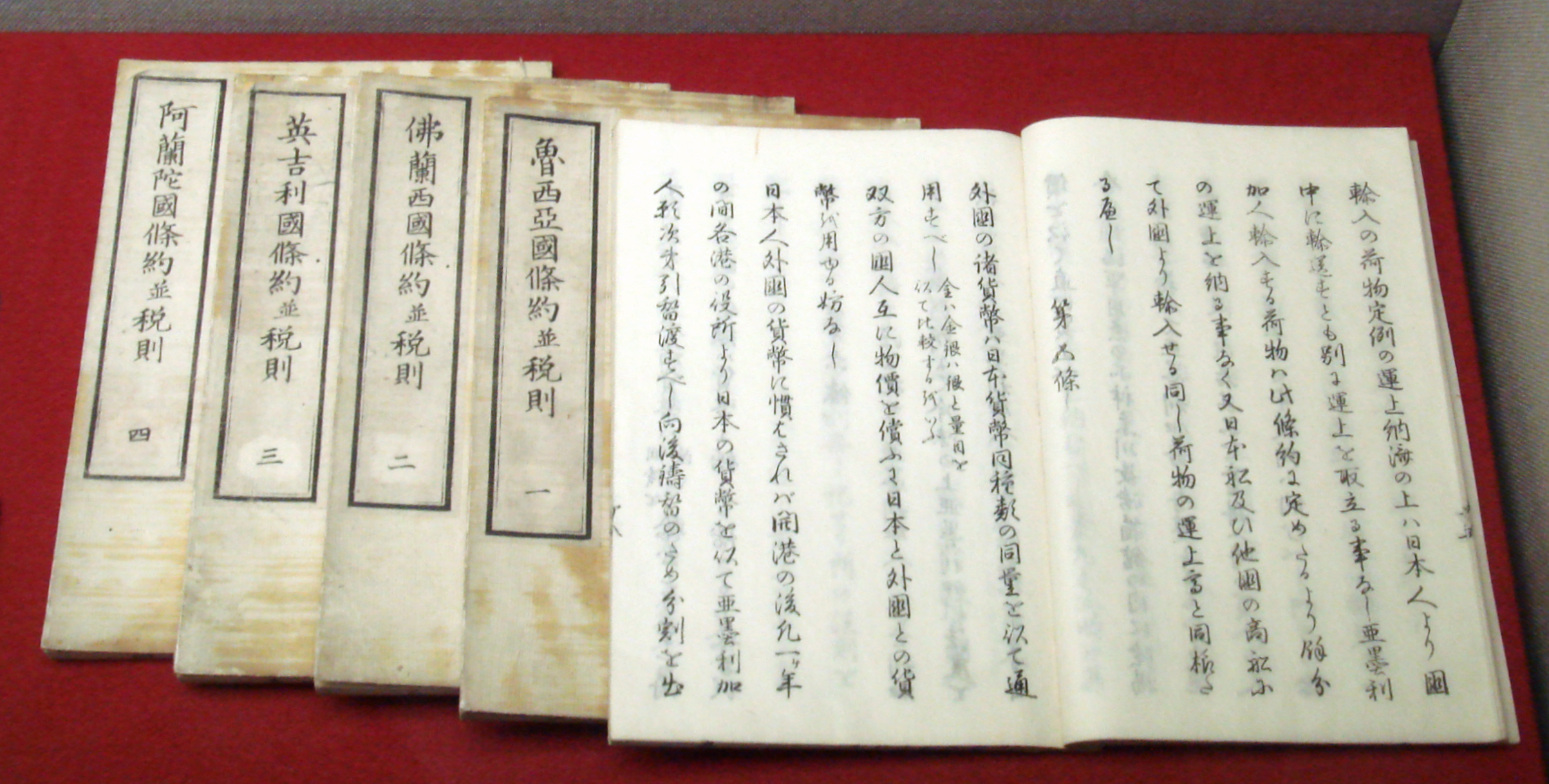
I trattati di amicizia e commercio del Giappone con Regno Unito, Stati Uniti, Paesi Bassi, Francia e Russia (1858)

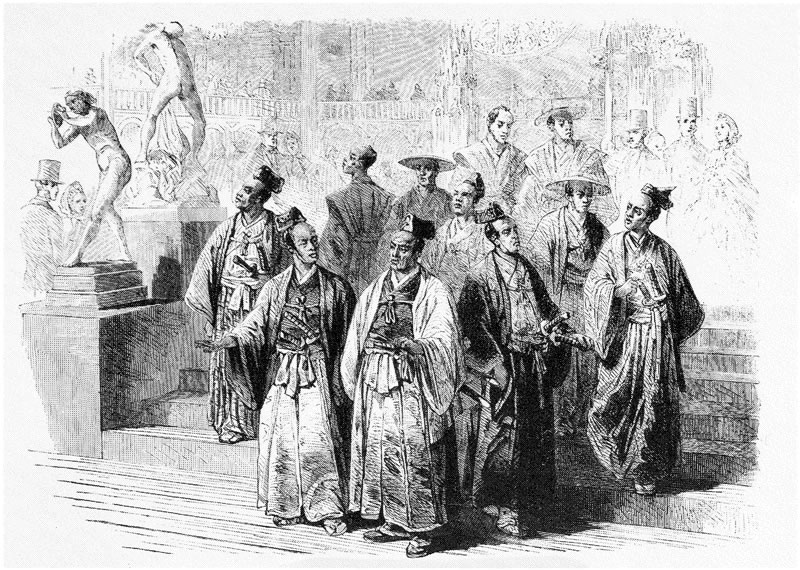
L'ambasciata giapponese in visita alla grande esposizione di Londra del 1862

Il 14 ottobre 1854 Giappone e Regno Unito diedero inizio ai rapporti formali tra i due paesi ponendo la firma sul trattato di amicizia anglo-giapponese, che riproponeva in sostanza gli stessi accordi della convenzione di Kanagawa, firmata sei mesi prima tra Giappone e Stati Uniti d'America. L'accordo, fortemente sbilanciato a favore degli europei, sancì l'apertura alle navi britanniche dei porti di Nagasaki e Hakodate e riconosceva alla Gran Bretagna lo status di nazione più favorita. Nel 1858 i due paesi stipularono un ulteriore accordo commerciale, ratificato dai rappresentanti dello shogunato e dal diplomatico scozzese James Bruce di Elgin. Furono firmati trattati simili anche con Francia, Russia, Paesi Bassi e Stati Uniti, nazioni con le quali il Giappone si impegnava ad aprire i suoi porti facilitando il commercio internazionale. Lo shogunato, tuttavia, era preoccupato dei possibili disordini economici e sociali che tali accordi avrebbero comportato, e decise così di inviare in Europa un'ambasciata la cui missione era quella di negoziare con i paesi coinvolti il rinvio dell'apertura delle rotte. Mediando con il segretario agli esteri britannico, gli ambasciatori riuscirono a ottenere la posticipazione dell'entrata in vigore dei trattati di cinque anni.

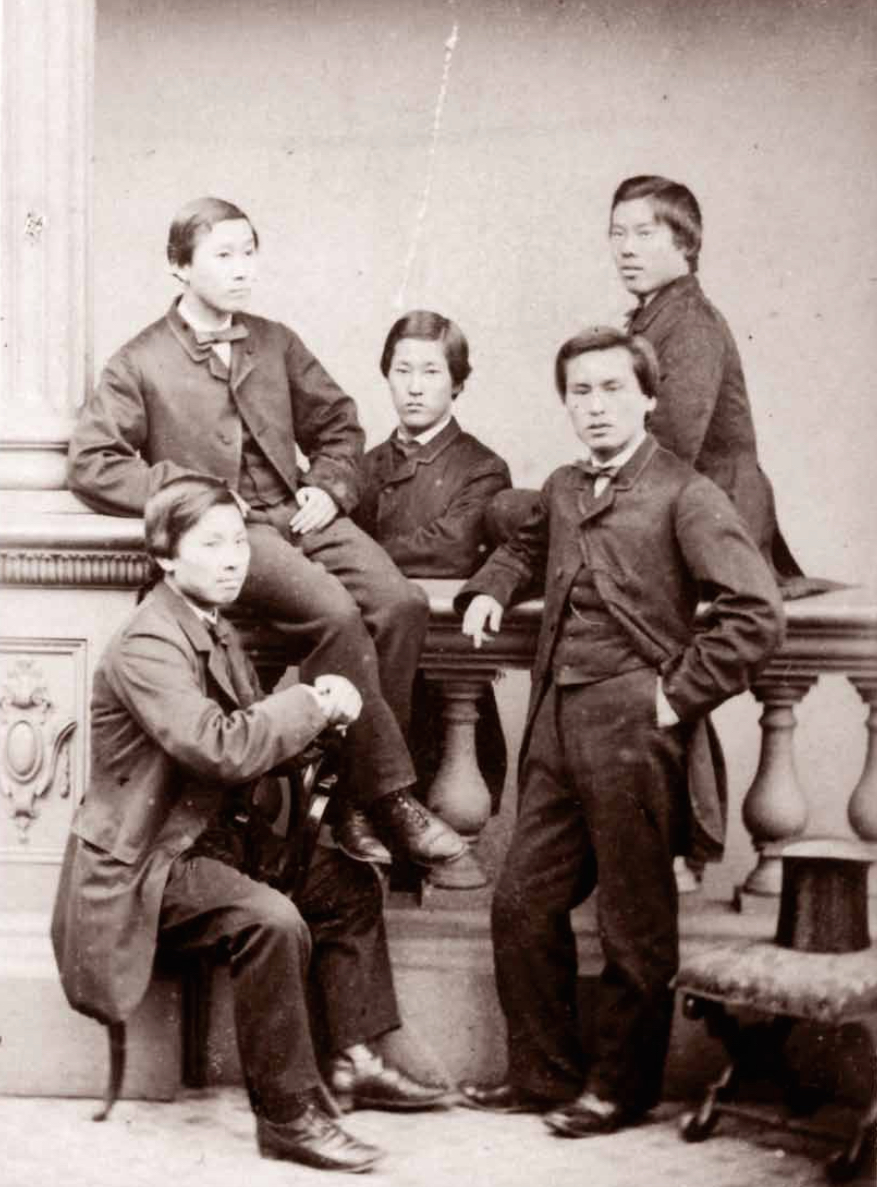
I cinque di Chōshū nel 1863

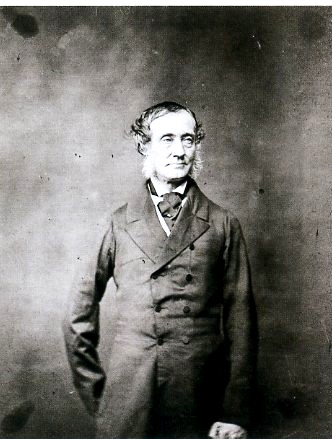
Sir Rutherford Alcock, il primo diplomatico britannico a risiedere in pianta stabile in Giappone

In questo clima di rapido sviluppo delle relazioni commerciali arrivò in Giappone Sir Rutherford Alcock, il primo diplomatico britannico a risiedere direttamente in terra nipponica. Nello stesso periodo cinque studenti appartenenti al clan Chōshū partirono in segreto alla volta dell'Inghilterra, tornandovi con un bagaglio di conoscenza che svolgerà un ruolo importante nella costruzione del Giappone moderno.

### Caduta dello shogunato e fine dello splendido isolamento
Nel 1862, in pieno periodo Bakumatsu, un gruppo di quattro inglesi fu aggredito dalla scorta del daimyō reggente di Satsuma Shimazu Hisamitsu, in quello che sarebbe passato alla storia come l'incidente di Namamugi. Dopo diversi mesi di tentativi di negoziato su un possibile risarcimento a favore degli inglesi, che però non diedero alcun esito, la Royal Navy decise di bombardare il porto di Kagoshima come atto di ritorsione. In quel periodo l'odio verso gli stranieri era molto diffuso in Giappone, e la situazione non migliorò quando l'imperatore Kōmei emise l'ordine di espellere i "barbari", innescando nel luglio 1863 un altro incidente che coinvolse delle navi mercantili nello stretto di Shimonoseki e in risposta al quale venne formata una alleanza internazionale che bombardò Shimonoseki. Nel frattempo Thomas Glover, un commerciante scozzese stabilitosi a Nagasaki nel 1859, si ritagliò un ruolo di rilievo fornendo armi e navi da guerra ai militanti nazionalisti, i cui sforzi erano volti a rovesciare lo shogunato e a ripristinare la sovranità dell'imperatore.
Nel 1867, l'omicidio di due marinai britannici a Nagasaki portò a un brusco deterioramento delle relazioni diplomatiche tra la Gran Bretagna e lo shogunato Tokugawa, e fu uno dei molti fattori che portarono al sostegno britannico nei confronti dell'alleanza Satchō durante la guerra Boshin nell'ambito della restaurazione Meiji l'anno successivo.
La caduta dello shogunato e l'inizio del periodo Meiji coincisero con la visita al neonato Impero giapponese del primo principe europeo, Alfredo, duca di Edimburgo, che fu ricevuto a Tokyo dall'imperatore Meiji il 4 settembre 1869. Pochi anni più tardi giunse in Gran Bretagna la missione Iwakura, organizzata dal nuovo governo nell'ambito della serie di misure prese dallo stesso volte a rinnovare il Giappone. La missione visitò città quali Londra, Liverpool, Manchester e Birmingham, dove l'interesse principale fu diretto al settore industriale, commerciale, educativo e ai diversi aspetti della modernizzazione nel paese, senza tuttavia tralasciare le richieste di revisione dei trattati ineguali. 

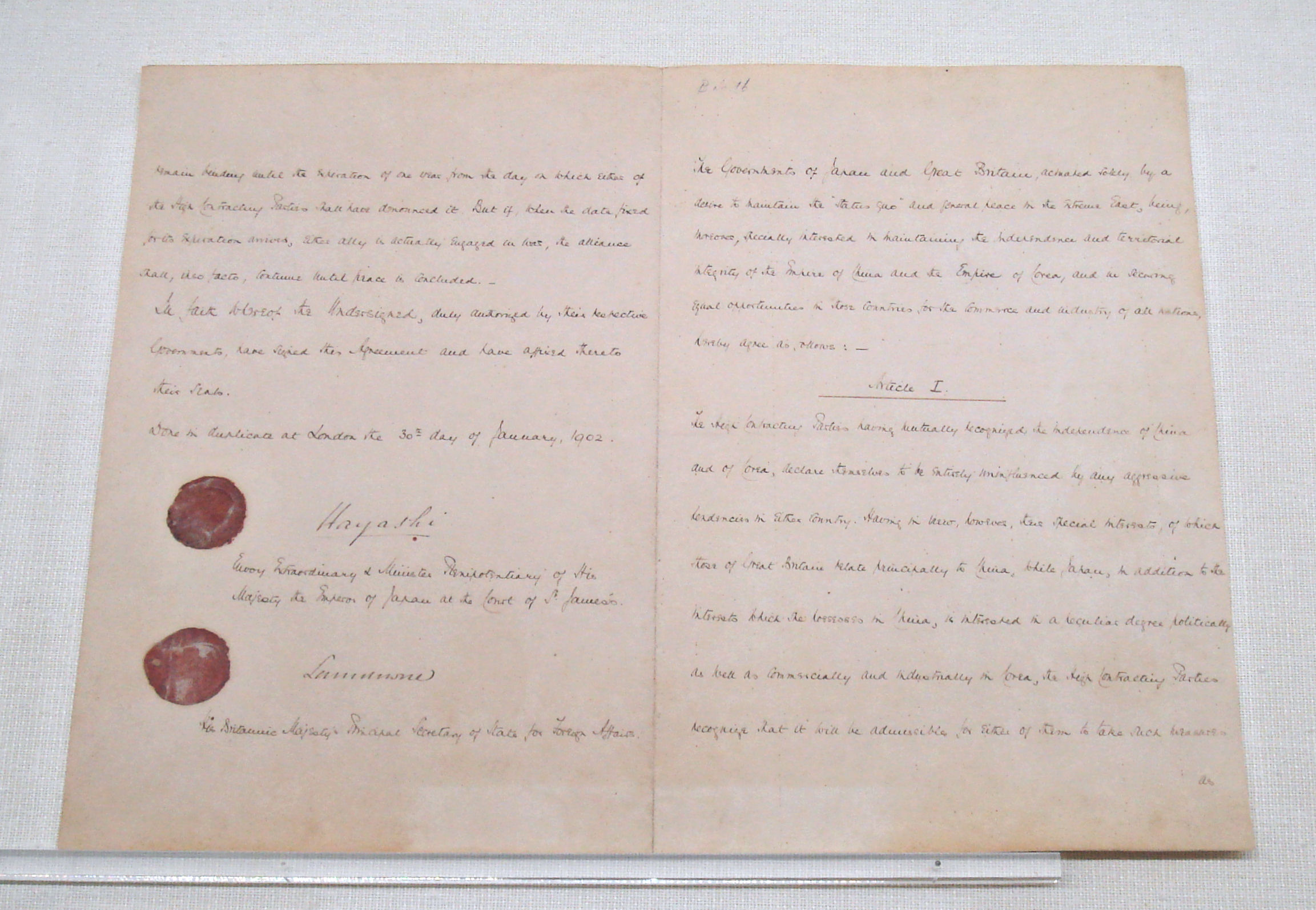
Il trattato di alleanza anglo-giapponese del 1902, custodito all'interno dell'Archivio diplomatico del Ministero degli affari esteri del Giappone

Si arrivò così alla firma del trattato di commercio e navigazione del 1894, il quale abolì lo stato di extraterritorialità per i residenti britannici in Giappone a partire dal 1899 e pose i presupposti per la firma dell'alleanza anglo-giapponese del 1902. L'accordo, rinnovato in più occasioni tra il 1905 e il 1911, sancì di fatto la fine del cosiddetto "splendido isolamento" della Gran Bretagna che, insieme alla firma dell'intesa cordiale con la Francia (1904) e dell'accordo anglo-russo per l'Asia (1907), gettò le basi per la creazione della Triplice intesa, uno dei due schieramenti a scendere in campo nella prima guerra mondiale.

### Durante prima e seconda guerra mondiale
Il Giappone dunque prese parte alla grande guerra in qualità di alleato dei britannici, partecipando all'assedio delle postazioni tedesche di Tsingtao e giocando un ruolo importante nel pattugliamento delle rotte nel Mediterraneo nella vittoria contro gli Imperi centrali. Le relazioni militari tra i due paesi proseguirono anche in occasione dell'intervento in Siberia (1918-1922), operazione che avvenne nel quadro generale di un più vasto piano di intervento delle potenze occidentali e del Giappone a sostegno delle forze dell'Armata Bianca contro l'Armata Rossa durante la guerra civile russa. Intanto, nel 1921, il futuro imperatore Hirohito aveva visitato la Gran Bretagna e altri paesi europei nel primo viaggio di un principe della corona all'estero, mentre l'anno seguente il principe di Galles e futuro duca di Windsor Edoardo si sarebbe recato in Giappone nell'ambito del suo tour orientale. 

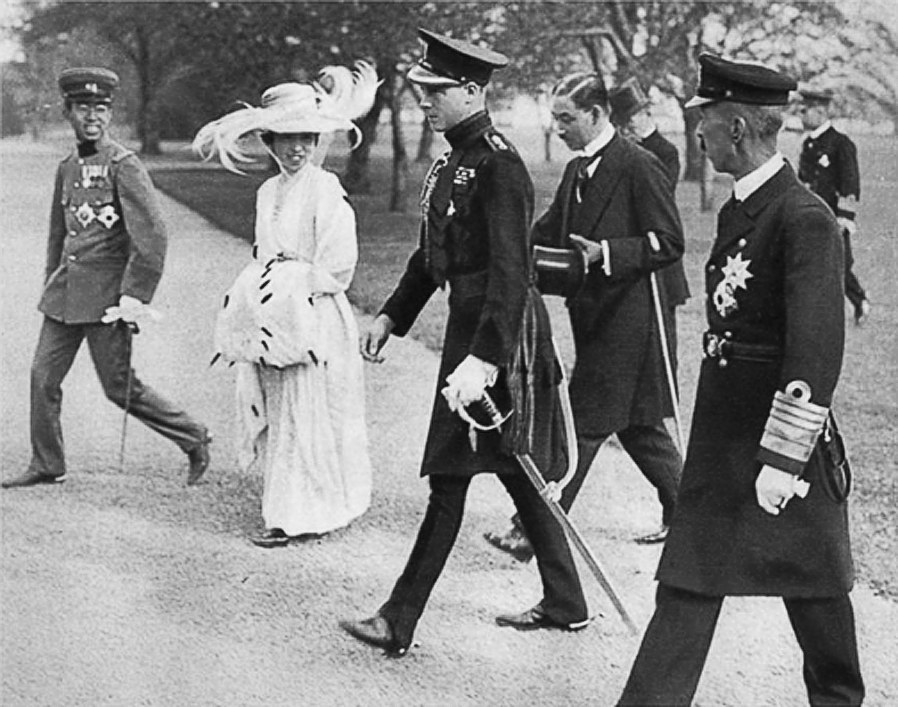
L'imperatrice Teimei con il figlio Hirohito in compagnia di Edoardo, principe di Galles nel 1922

Tali avvenimenti, tuttavia, non impedirono il lento deterioramento delle relazioni tra i due paesi negli anni successivi. In questi termini incise soprattutto la decisione dell'Impero britannico, su cui pesò la forte pressione esercitata da Stati Uniti e Canada, di non rinnovare l'alleanza anglo-giapponese all'indomani della firma del trattato delle quattro potenze durante la conferenza navale di Washington, a cui il Giappone partecipò con un senso di profonda diffidenza nei confronti della Gran Bretagna e la sensazione che le intenzioni di Londra non fossero più nell'interesse del paese. Il raffreddamento dei rapporti con il Regno Unito, culminato con l'incidente diplomatico di Tientsin del 1939, e la brusca interruzione dell'alleanza, sono accreditati da molti studiosi come alcune delle cause principali che portarono il Giappone a partecipare alla seconda guerra mondiale.

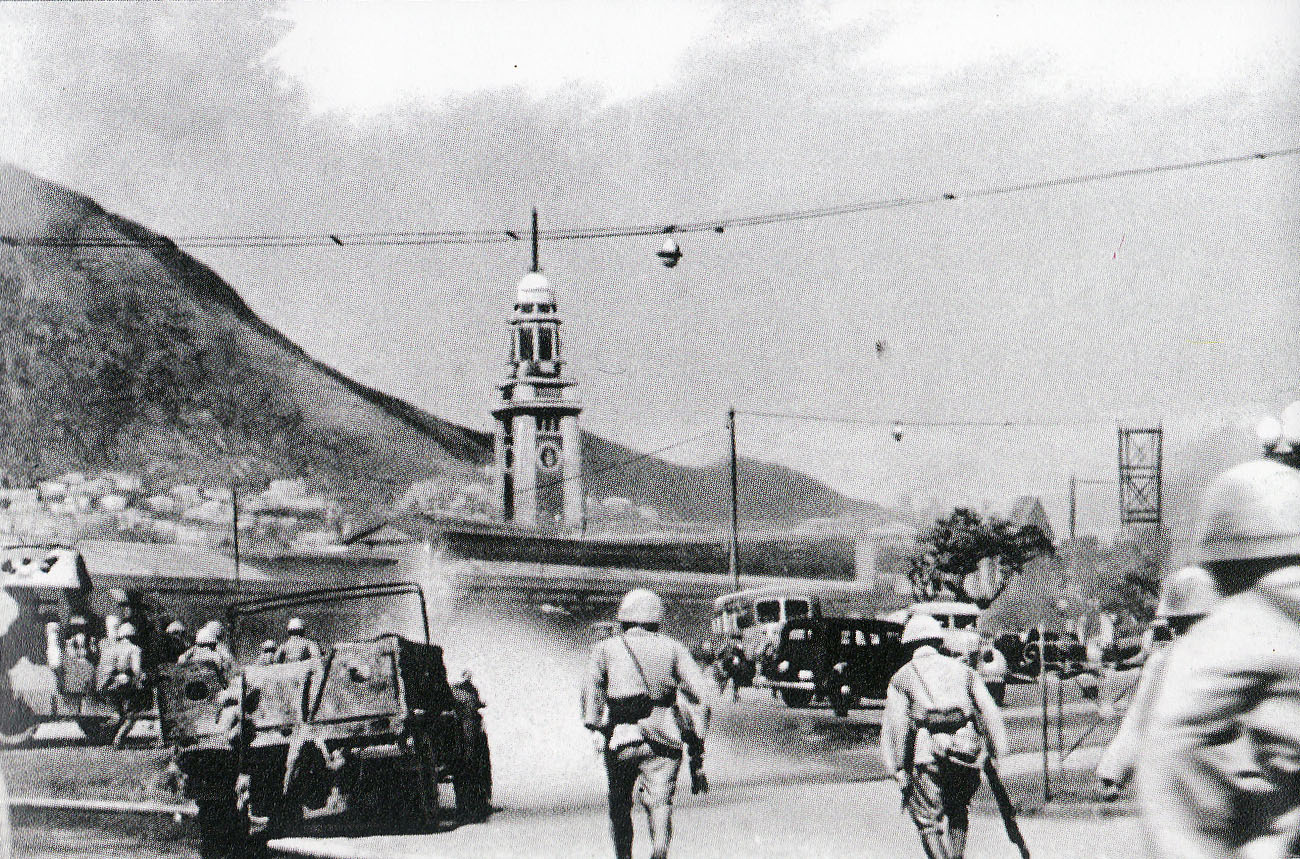
Truppe giapponesi a Hong Kong nel 1941, allora colonia britannica

Nel 1940 il Giappone firmò il patto tripartito formando l'asse Roma-Berlino-Tokyo, sulla base dell'alleanza creata nel 1936 dal patto anticomintern, mentre la Gran Bretagna si schierò tra gli alleati dichiarando guerra alla Germania nazista nel 1939. I due paesi entrarono in guerra tra loro nel dicembre 1941, quando l'Impero giapponese, a seguito del devastante attacco di Pearl Harbor, si lanciò alla conquista delle colonie britanniche in Malesia, Singapore e Hong Kong. In quel momento Anthony Eden, segretario di Stato britannico per gli affari esteri, era in viaggio verso Mosca, così il primo ministro Winston Churchill era responsabile del Ministero degli Esteri. Il contenuto della lettera che egli scrisse all'ambasciatore giapponese fu il seguente:
(Winston Churchill, 8 dicembre 1941)

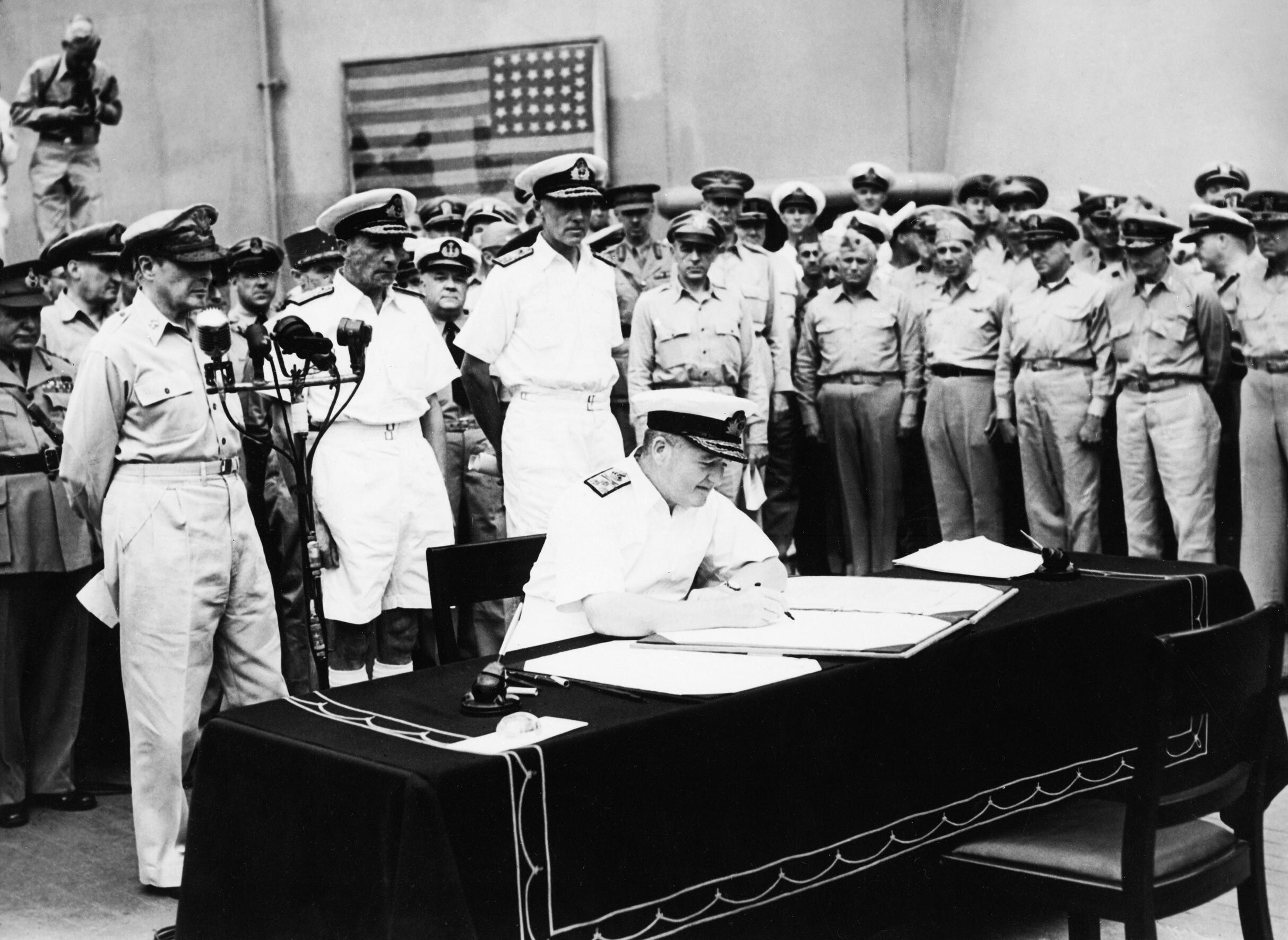
Baia di Tokyo, 2 settembre 1945: resa del Giappone sulla. L'ammiraglio Fraser firma l'atto di resa giapponese in rappresentanza del Regno Unito.

Lo stesso giorno, una dichiarazione di guerra da parte del Giappone ai danni di Regno Unito e Stati Uniti fu pubblicata sulle edizioni serali di tutti i quotidiani giapponesi:
(Imperatore Hirohito, 8 dicembre 1941)
Durante le varie fasi della guerra la maggior parte dei cittadini britannici e giapponesi residenti nei paesi opposti saranno rimpatriati, ma altri saranno imprigionati per tutta la durata del conflitto. Numerosi soldati e civili britannici e delle colonie asiatiche diverranno prigionieri di guerra dei giapponesi e le loro esperienze getteranno un'ombra profonda nel rapporto tra le due nazioni per molti anni.
Uscito pesantemente sconfitto dal conflitto, il Giappone firmò l'atto di resa il 2 settembre 1945 al cospetto dei maggiori rappresentanti delle forze alleate, tra cui l'ammiraglio britannico Bruce Fraser, che firmò l'atto in rappresentanza del suo paese. La Gran Bretagna d'altro canto, nonostante la vittoria conseguita, uscì dal conflitto indebolita nell'autorità e nel peso politico, venendo sorpassata dagli Stati Uniti all'interno delle gerarchie mondiali. La sua immagine di potenza imperiale in Asia era stata distrutta dagli attacchi giapponesi, e il suo prestigio ne risultò irrimediabilmente danneggiato.

### Dal secondo dopoguerra a oggi
Il trattato di San Francisco del 1951 pose formalmente fine alla seconda guerra mondiale in Asia e dal quel momento entrambi i paesi poterono profondere i loro sforzi nella ricostruzione dei rapporti. Nel 1952 Elisabetta II decise di non presenziare alla formale investitura come principe ereditario di Akihito, poiché troppo poco tempo era passato dalla fine del conflitto. Giappone e Regno Unito ripresero comunque a collaborare durante la guerra fredda entrando a far parte del blocco occidentale (guidato dagli Stati Uniti d'America), che per circa mezzo secolo si contrappose politicamente e ideologicamente al blocco orientale (Unione Sovietica, alleati del patto di Varsavia e paesi amici). Nel 1953 lo stesso Akihito rappresentò il Giappone all'incoronazione di Elisabetta, ristabilendo così i legami tra i reali britannici e la famiglia imperiale giapponese.

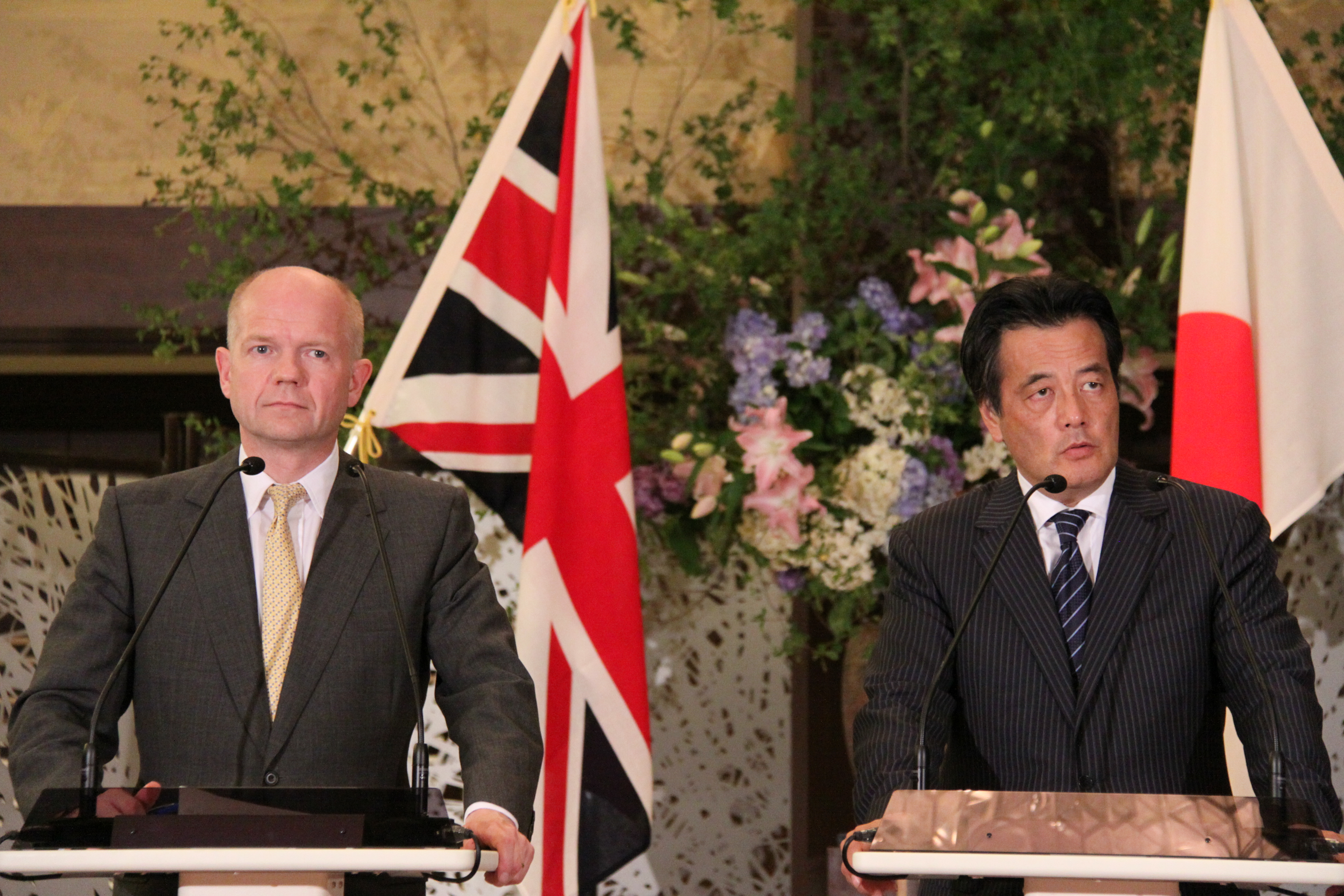
L'allora ministro degli esteri britannico William Hague e l'allora ministro degli esteri giapponese Katsuya Okada nel 2010

Nel corso degli anni settanta del XX secolo il Regno Unito conobbe un periodo di forte stagnazione economica che culminò nel cosiddetto "inverno del malcontento" del 1978-1979; similmente, il Giappone entrò in una fase di lenta recessione che sancì la fine di quella crescita esponenziale che a cavallo degli anni cinquanta e sessanta lo aveva portato a imporsi come una delle maggiori potenze economiche mondiali.
Negli anni seguenti furono molteplici le occasioni in cui i due paesi ebbero modo di collaborare, sia a livello economico-commerciale che a livello culturale e politico. Negli anni novanta si svolsero numerosi eventi e manifestazioni dedicati alle rispettive culture (ad esempio il "Japan Festival" del 1991 in UK e il "Festival UK98" del 1998 in Giappone) dando seguito alla tradizione iniziata nel 1910 con l'Esposizione anglo-giapponese. In ambito economico, uno dei punti più alti nei rapporti tra le due nazioni si ebbe quando più di cinquanta aziende giapponesi decisero di investire in Regno Unito nel corso del 1989.
In seguito agli attentati dell'11 settembre 2001 le relazioni tra Giappone e Regno Unito uscirono ancora più rafforzate nel perseguimento di obiettivi comuni, tra tutti la lotta al terrorismo. Il Giappone ricevette pieno sostegno da parte della Gran Bretagna all'indomani del terremoto del Tōhoku del 2011, nonché piena collaborazione nell'opera di prevenzione di altri eventuali disastri nucleari. Nello stesso anno, l'allora ministro degli esteri britannico William Hague si riferì al Giappone come uno dei partner del Regno Unito di maggior affidamento in Asia.

## Relazioni economiche e commerciali

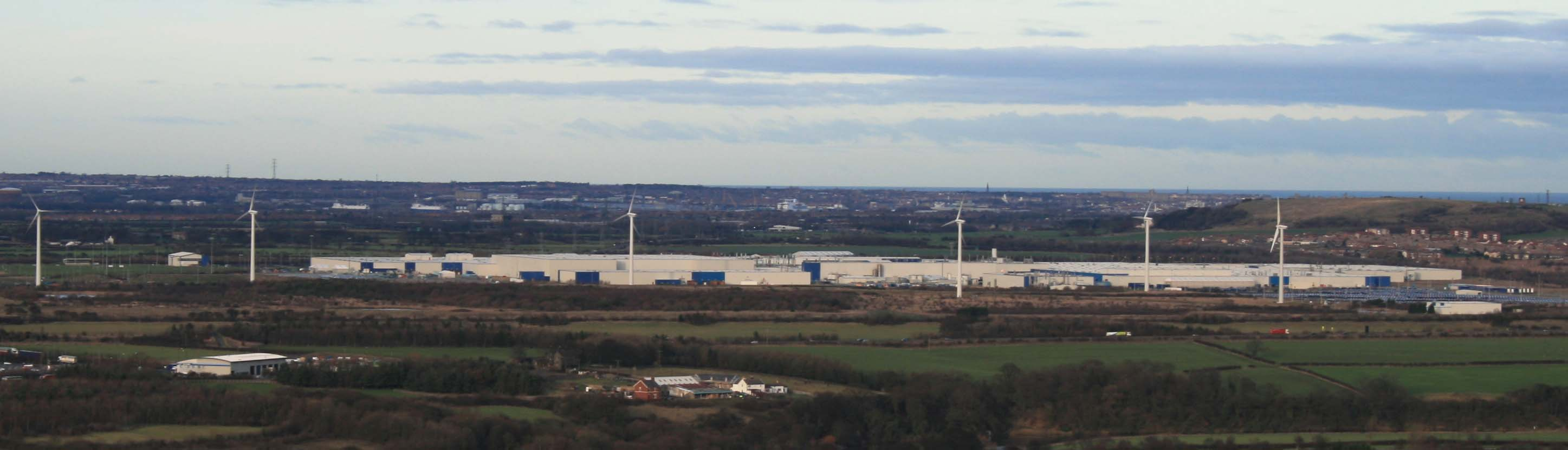
Stabilimento della Nissan Motor a Sunderland

Il Giappone è il maggiore partner commerciale del Regno Unito dopo Stati Uniti e Europa. Ciò garantisce importanti opportunità nella sfera delle esportazioni e dello sviluppo tecnologico in settori chiave quali l'industria aerospaziale, automobilistica e farmaceutica. Al 2013 i principali prodotti esportati dal Giappone verso il Regno Unito erano automobili, pezzi di ricambio e metalli preziosi, per un ricavo pari a 1,1 trilioni di yen. Nonostante la forte concorrenza le compagnie giapponesi sono generalmente ben disposte ad acquistare prodotti dal Regno Unito, e al 2013 le maggiori importazioni riguardavano medicinali, automobili e metalli preziosi, per un ricavo di 0,64 trilioni di yen.
Al 2008 circa 1.445 compagnie giapponesi avevano investito in Regno Unito, cifra corrispondente a più di un quarto di tutti gli investimenti giapponesi in Europa. Le stesse davano lavoro a circa 100.000 impiegati, molto più che in qualsiasi altro paese europeo. Nel 2015 le aziende britanniche inserite nel mercato giapponese erano più di 450, la maggior parte presenti nella grande aerea metropolitana di Tokyo e Yokohama e nella regione del Kansai tra Osaka e Kōbe. Inoltre, nel 2007, più di 1.300 giovani britannici lavoravano in Giappone nell'ambito del programma di scambio accademico JET Programme, rendendo il governo giapponese il più grande singolo datore di lavoro di laureati britannici.

## Relazioni politiche

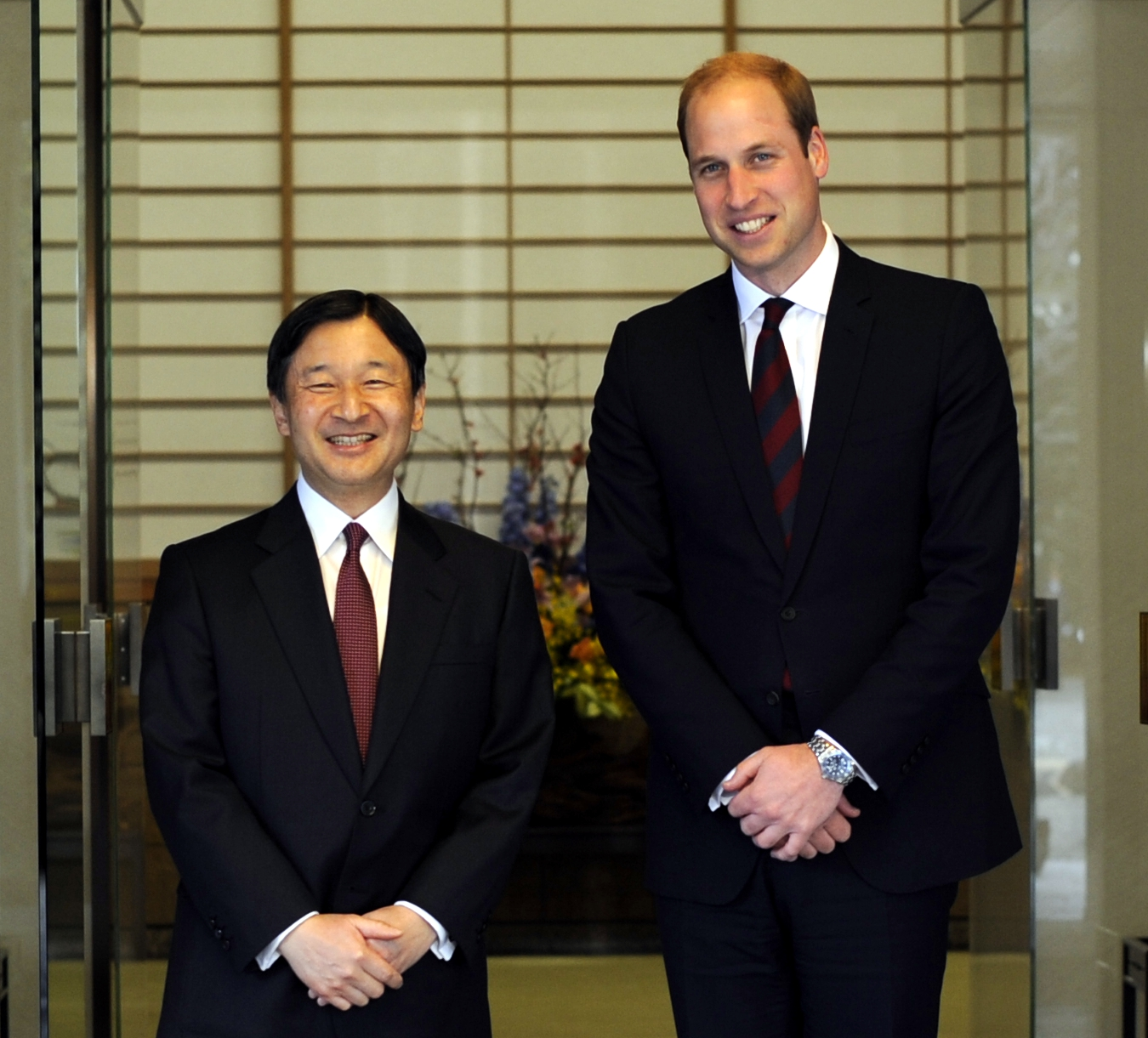
L’allora principe della corona Naruhito con il principe William, duca di Cambridge nel 2015

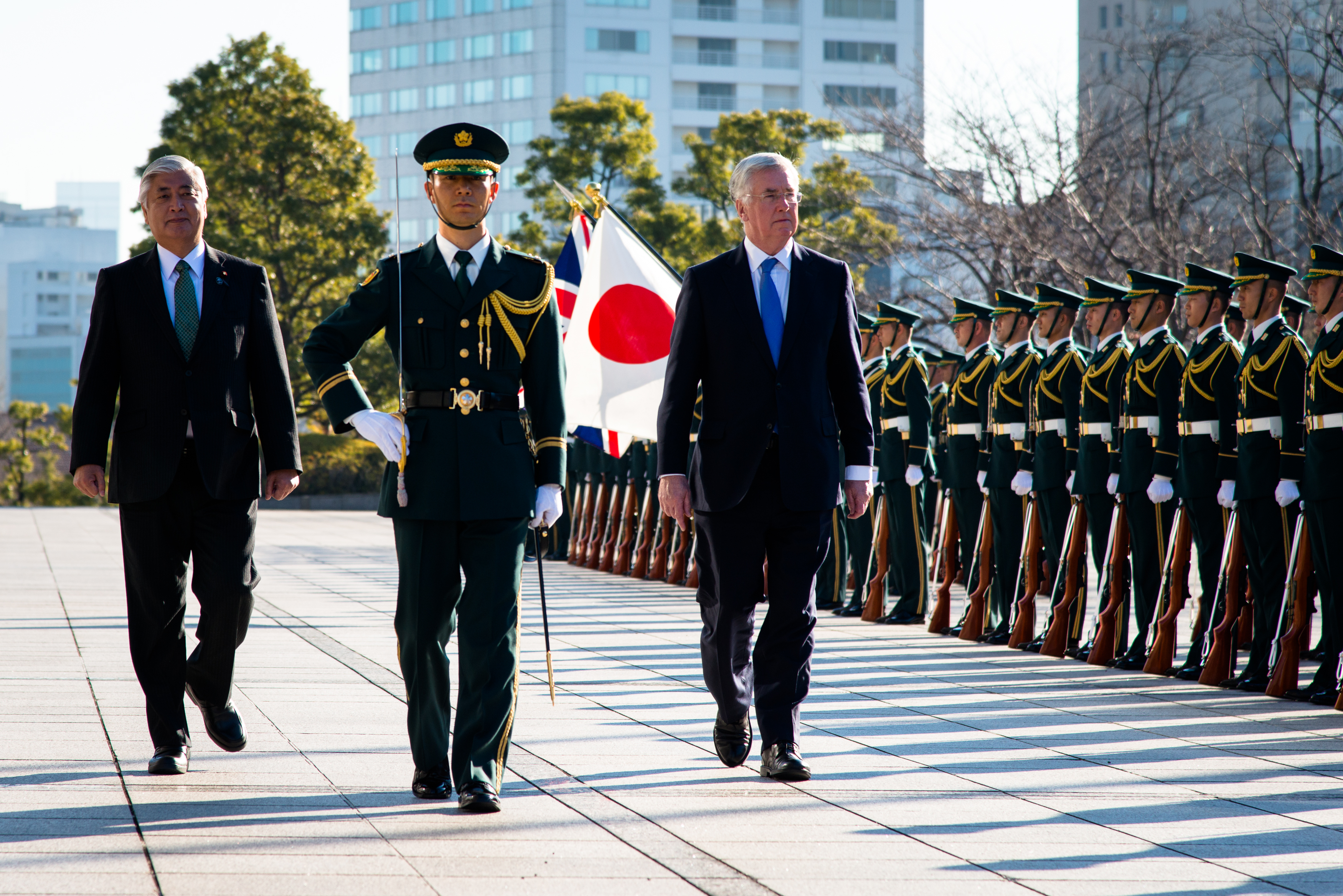
Philip Hammond e Michael Fallon in visita in Giappone nel 2016

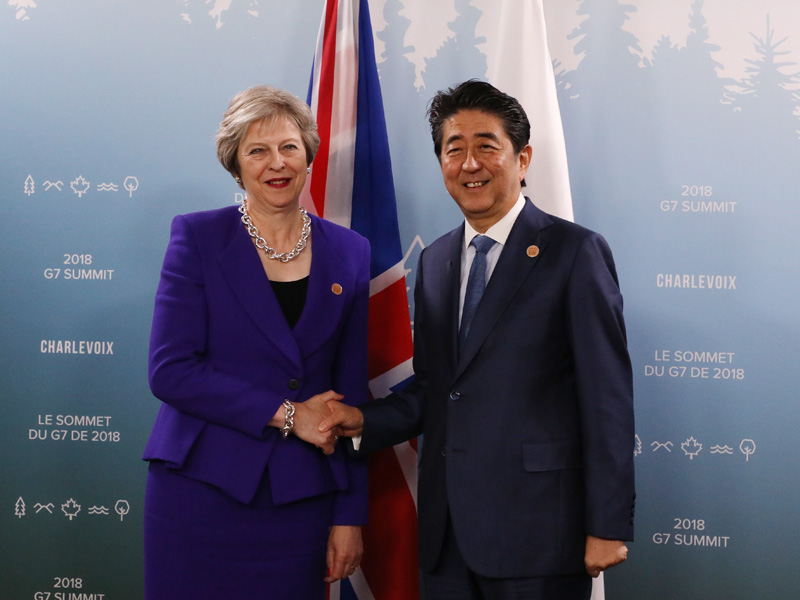
Shinzō Abe e Theresa May durante il G7 del 2018

Le relazioni politiche tra Giappone e Regno Unito sono buone: entrambi i paesi fanno parte dell'esecutivo dell'Organizzazione per la cooperazione e lo sviluppo economico, ed entrambi sono membri del G7 e del G8. Durante gli incontri bilaterali viene data priorità a questioni quali i cambiamenti climatici, le innovazioni, l'assistenza sanitaria e alla ricerca di nuove fonti di energia sostenibile, con una particolare attenzione rivolta alla cooperazione allo sviluppo in Africa.
Nel corso degli anni vi sono state numerose visite ufficiali di personalità britanniche in Giappone e viceversa:
| Anno | Visitatore |
| ---- | --- |
| 1869 | Alfredo, duca di Edimburgo |
| 1922 | Edoardo, principe di Galles |
| 1961 | Principessa Alexandra |
| 1975 | Regina Elisabetta II e principe Filippo |
| 1998 | Primo ministro Tony Blair |
| 2010 | Segretario per gli affari esteri William Hague                                                                                             |
| 2012 | Cancelliere George Osborne Primo ministro David Cameron                                                                                    |
| 2013 | Segretario per gli affari esteri William Hague                                                                                             |
| 2014 | Lord Speaker Baroness D'Souza |
| 2015 | Principe William, duca di Cambridge |
| 2016 | Segretario per gli affari esteri Philip Hammond e segretario per la difesa Michael Fallon Primo ministro David Cameron Speaker John Bercow |
| 2017 | Segretario per gli affari esteri Boris Johnson Primo ministro Theresa May                                                                  |

| Anno | Visitatore                                                                    |
| ---- | ----------------------------------------------------------------------------- |
| 1870 | Ministro degli esteri Iwakura Tomomi                                          |
| 1921 | Principe Hirohito                                                             |
| 1953 | Principe Akihito                                                              |
| 1961 | Principe Chichibu                                                             |
| 1998 | Imperatore Akihito                                                            |
| 2001 | Principe Naruhito                                                             |
| 2011 | Ministro degli esteri Takaaki Matumoto                                        |
| 2012 | Imperatore Akihito e imperatrice Michiko Ministro degli esteri Kōichirō Genba |
| 2013 | Ministro degli esteri Fumio Kishida Primo ministro Shinzō Abe                 |
| 2014 | Primo ministro Shinzō Abe                                                     |
| 2015 | Ministro degli esteri Fumio Kishida Ministro della difesa Gen Nakatani        |
| 2016 | Primo ministro Shinzō Abe                                                     |
| 2017 | Primo ministro Shinzō Abe                                                     |

## Dati comparati
Nel corso degli anni studiosi e media hanno fatto spesso ricorso all'espressione "Gran Bretagna d'oriente" per riferirsi al Giappone, a causa di alcune affinità storico-culturali, come la monarchia parlamentare, l'essere una nazione insulare, la distanza simile che li divide dallo stesso continente e i rapporti non sempre idilliaci con i paesi vicini, che in passato portarono le due nazioni a instaurare in tempi diversi politiche di isolamento o dominio.
Si potrebbe inoltre sostenere che le due società condividano valori sociali simili, con notevole enfasi rivolta all'autodisciplina personale, all'autocontrollo, alla modestia, alla riservatezza e alla correttezza nell'ambito delle relazioni sociali.
Dal punto di vista storico entrambi i paesi intrapreso percorsi di crescita sociale e demografica analoghi durante le fasi che li portarono a diventare, da paesi prevalentemente rurali, le grandi società industrializzate che sono oggi, con il Giappone che conta oltre 300 abitanti per chilometro quadrato contro i 270 circa del Regno Unito. Entrambi coltivarono per gran parte della loro storia velleità imperialistiche, sebbene l'Impero britannico ebbe un impatto globale più duraturo. Gli stessi confini politici delle due nazioni sono frutto di un processo di integrazione non solo dei territori geograficamente più vicini ma anche di altri più distaccati, che ha sollevato questioni spesso ancora irrisolte sulla sovranità di alcuni di questi (Gibilterra e Falkland per l'Inghilterra, Territori del Nord per il Giappone). In età moderna Regno Unito e Giappone adottarono entrambi la monarchia parlamentare, ma le rispettive famiglie regali e imperiali godono ancora oggi di grande rilievo sociale.
Le maggiori differenze si riscontrano in ambito geologico e topografico, con il Giappone caratterizzato da un territorio prevalentemente collinare e montuoso, e il Regno Unito calcato principalmente da ampie pianure, soprattutto in Scozia. Peculiarità che, insieme al clima, hanno influenzato negli anni l'approccio a diversi tipi di agricoltura e allevamento e, di riflesso, a differenti scelte nella dieta e nell'alimentazione.
|                        | Regno Unito                                           | Giappone                                                                              |
| ---------------------- | ----------------------------------------------------- | ------------------------------------------------------------------------------------- |
| Continente             | Europa                                                | Asia                                                                                  |
| Popolazione            | 64.597.000 (22º) (2015)                               | 127.535.920 (10º) (2013)                                                              |
| Superficie             | 242.521 km²                                           | 372.824 km²                                                                           |
| Densità di popolazione | 266,35 ab./km² (39º)                                  | 337 ab./km² (24º)                                                                     |
| Capitale               | Londra                                                | Tokyo                                                                                 |
| Città più popolata     | Londra – 8.615.246 ab. (2015)                         | Tokyo – 8.956.000 ab. (2012)                                                          |
| Forma di governo       | Monarchia parlamentare                                | Monarchia parlamentare                                                                |
| Lingua ufficiale       | Inglese                                               | Giapponese (de facto)                                                                 |
| Religioni              | 49% non religiosi, 42% Cristianesimo, 5% Islam (2015) | 67% non religiosi, 22% Buddhismo, 2% Cristianesimo (2011, vedi Religioni in Giappone) |
| Valuta                 | Sterlina britannica                                   | Yen                                                                                   |
| PIL (nominale)         | $2.945.146 milioni (pro capite $45.653) (2014)        | $5.960.269 milioni (pro capite $46.707) (2012)                                        |
| Popolazione espatriata | 14.914 britannici risiedono in Giappone (2014)        | 67.258 giapponesi risiedono nel Regno Unito (2014)                                    |